# Acanthocephalus domerguei
Acanthocephalus domerguei är en hakmaskart som beskrevs av Golvan, et al 1972. Acanthocephalus domerguei ingår i släktet Acanthocephalus och familjen Echinorhynchidae. Inga underarter finns listade i Catalogue of Life.